# أندرو كاتلن
أندرو كاتلن (بالإنجليزية: Andrew Catlin) هو مصور بريطاني، ولد في 1960 في لندن في المملكة المتحدة.